# Rocca di Riolo Terme
La Rocca di Riolo Terme è un castello di età medievale. Edificio dalla storia secolare, integra elementi architettonici medievali e rinascimentali. Si presenta perfettamente conservato, a seguito di un intervento di ristrutturazione e di recupero ultimato negli anni ottanta del Novecento. All'interno della rocca ha sede il Museo del paesaggio dell'Appennino faentino.

## Storia
- 1388-1400: Comune di Bologna
- 1401: Giovanni I Bentivoglio
- 1402: Visconti
- 1403: Alberico Da Barbiano
- 1412: Ludovico Alidosi
- 1424: Visconti, 2ª volta
- 1426: Stati della Chiesa
- 1435: Manfredi
- 1487: Riario (Girolamo Riario; dal 1488 Caterina Sforza)
- 1506: Stato Pontificio
- 1860: Regno di Sardegna, poi Regno d'Italia
- Oggi: Comune di Riolo Terme

La Rocca di Riolo Terme è coeva alla nascita del centro abitato: entrambi vennero edificati sul finire del XIV secolo. L'iniziativa venne presa dal governo bolognese, che dal 1376 dominava la Valle del Senio. Nel 1388 fu avviata la costruzione della fortificazione, che sostituì una torre quadrata difensiva preesistente. Nel 1424 i Manfredi tolsero a Bologna il dominio della valle (1424-1478). Essi adattarono la rocca alle nuove strategie militari: modificarono la forma dei torrioni che da allora è circolare. Inoltre dotarono Riolo di una cinta muraria.
Nel 1474 Riolo divenne capoluogo della vallata del Senio.
Con la signoria di Carlo II Manfredi, iniziata nel 1468, fu effettuata una profonda ristrutturazione della rocca, con l'abbassamento della torre ed il rilasciamento del mastio e dei muri esterni per far fronte alle artiglierie da fuoco. Nello stesso periodo fu costruito il grosso torrione circolare a est e il collegamento fra i vari piani del castello, seguiti nel 1472 dalla costruzione della cinta muraria esterna al paese.
Nel 1478 Riolo entrò a far parte del governo dei Riario-Sforza, signori di Imola e di Forlì, che soppiantarono i Manfredi. Sotto il comando di Caterina Sforza, vedova di Girolamo Riario, la rocca raggiunse la sua massima efficienza militare ed assunse le forme attuali.
Con il passaggio di Imola e Forlì sotto il diretto dominio pontificio si raggiunse la pacificazione di tutto il territorio. La funzione militare perse gradualmente d'importanza e la rocca divenne residenza signorile.

### La Rocca sforzesca oggi
La rocca è stata sede del Municipio riolese fino al settembre del 1985. Oggi ha sede in via Aldo Moro.

Sin dai primi anni 1980 è stata oggetto di un intervento complessivo di ristrutturazione e recupero, che ha interessato sia gli interni che gli esterni, con il recupero integrale del fossato, che è stato scavato ex novo. 

Lungo il perimetro della fortificazione sono stati approntati percorsi informativi sulle armi medievali e sulle tecniche costruttive dell'epoca. 

All'interno del mastio si trova la sezione archeologica, che ospita antichi reperti databili dall'Età del Ferro (ritrovati nella vicina Grotta di Re Tiberio) all'Epoca romana.

## Descrizione
Datata alla fine XIV secolo, la fortificazione militare appartiene alla tipologia della “transizione” tra due epoche diverse. In essa si sommano caratteristiche architettoniche medievali e rinascimentali: il fossato e le caditoie per il tiro piombante, le camere di manovra con le bocche di fuoco per il tiro radente fiancheggiante.
La rocca è a pianta quadrangolare con tre torrioni circolari ed il mastio a pianta quadrata alto 22 metri. All'esterno è circondata da un fossato, risalente al 1450 circa, che costituì la prima difesa del castello.

L'edificio si sviluppa su quattro livelli, un piano interrato, un piano a livello della corte, uno all'altezza dei merli e un sottotetto. La merlatura a coda di rondine identifica chiaramente che la rocca fu di parte ghibellina
.

La stanza più alta del mastio è circondata da un cammino di ronda che, nei secoli passati, consentiva il controllo di tutto il territorio circostante.

## Istituzioni culturali
Oggi la Rocca di Riolo Terme ospita due importanti istituzioni locali: il Museo del paesaggio dell'Appennino faentino e il Centro di documentazione del Parco Regionale della Vena del Gesso Romagnola.
Inoltre è sede di mostre d'arte, di rassegne musicali e di incontri storici-culturali–gastronomici.